# توطين الصناعات العسكرية في السعودية
توطين الصناعات العسكرية السعودية هو برنامج حكومي يأتي ضمن مبادرات رؤية المملكة 2030، ويهدف للحد من الإنفاق العسكري الضخم (احتلت السعودية المركز الثالث عالميا في الإنفاق العسكري عام 2015)، وتوطين ما يزيد على 50% منه بحلول عام 2030. كانت نسبة التوطين لحظة وضع الخطة 4%، وبلغت خلال سنة ونصف 8%.

## تاريخ الصناعات العسكرية السعودية
بدأ الإنتاج الحربي في السعودية مع صدور أمر الملك عبدالعزيز آل سعود في عام 1949 بإنشاء المصانع الحربية، وفي 1950 وقع وزير الدفاع السعودي آنذاك الأمير منصور بن عبد العزيز عقودا لبناء التجهيزات الأساسية للمصانع الحربية مع شركتين فرنسيتين، وتم توريد المعدات الخاصة بإنشاء مصنع الذخيرة ووضع حجر الأساس للمصنع في 1951 وتم افتتاح المصانع الحربية في عام 1954 في عهد الملك سعود بن عبدالعزيز معلنا ظهور أول إنتاج مصنع الذخيرة، تلا ذلك افتتاح مصنع البندقية "ج3) في عهد الملك فيصل بن عبدالعزيز عام 1974.
وفي 1985 صدرت الموافقة على تحول المصانع الحربية إلى مؤسسة عامة للصناعات الحربية ثم صدر قرار مجلس الوزراء في 2013 بالموافقة على تنظيم المؤسسة والذي بموجبه تم تحويلها إلى المؤسسة العامة للصناعات العسكرية.

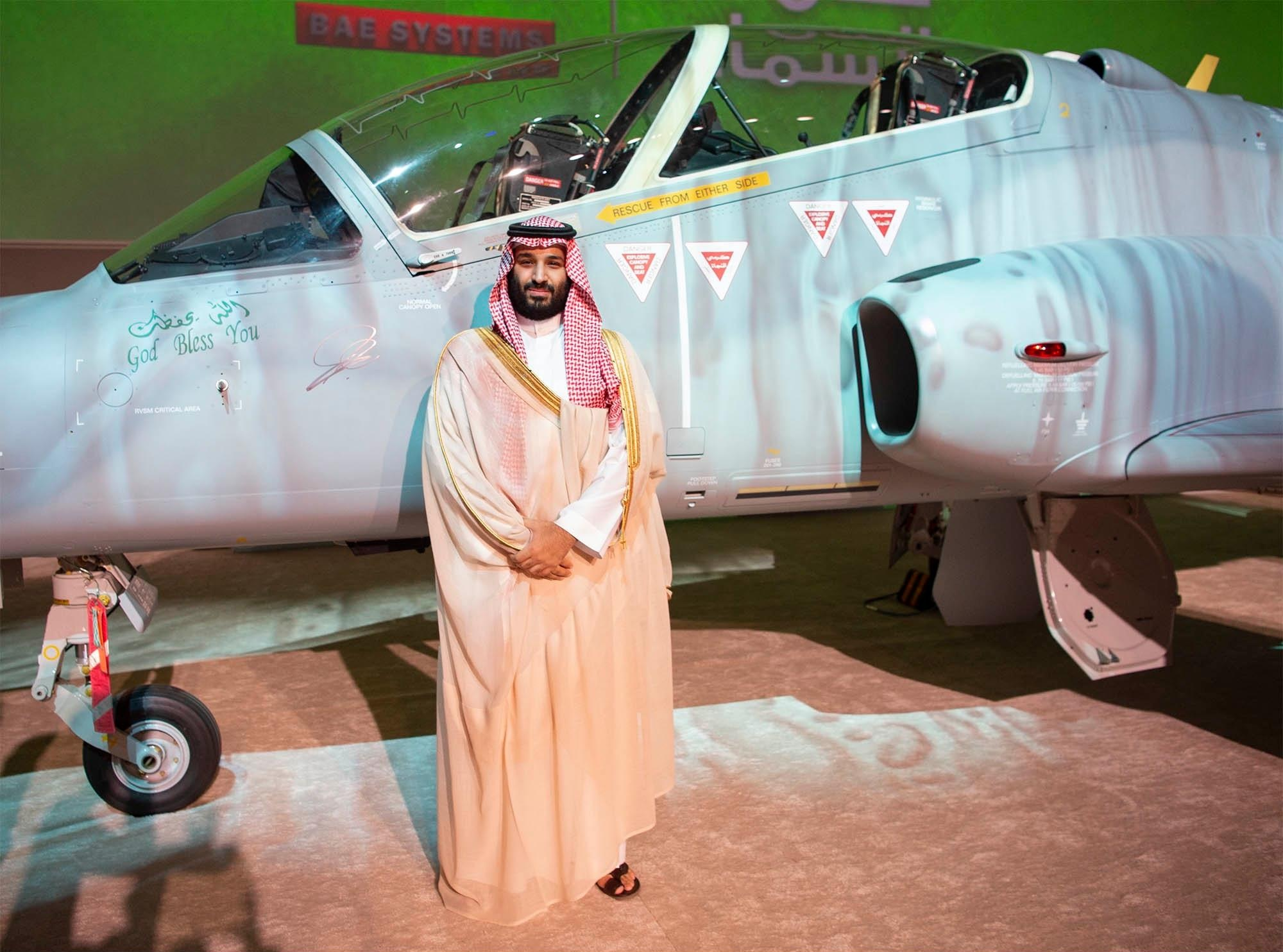
أول طائرة طراز هوك صُنّعت أجزاء منها وجُمعت بأيادٍ سعودية سنة 2019.

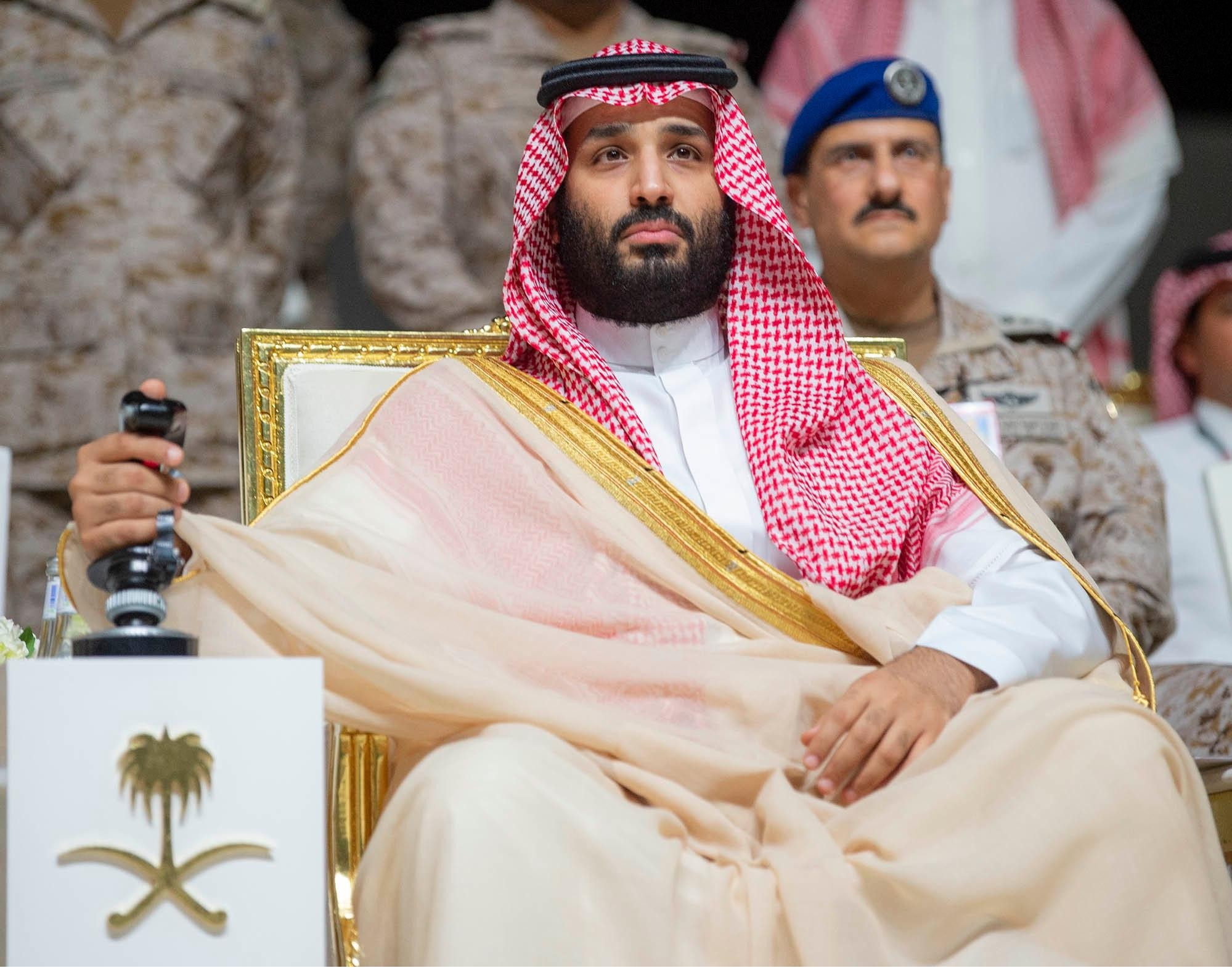
الأمير محمد بن سلمان بن عبدالعزيز يطلق أول طائرة طراز هوك صُنّعت أجزاء منها وجُمعت بأيادٍ سعودية.

وتضم خطوط إنتاج المؤسسة العامة للصناعات العسكرية ستة عشر مصنعاً تنتج أنواعاً من الذخيرة الخفيفة والمتوسطة، والقذائف، وأجهزة التحكم والاستشعار، والعربات العسكرية، والناقلات والآليات المدرعة، والطائرات بدون طيار، وقطع الغيار والتجهيزات العسكرية المختلفة.

## رؤية 2030
برزت الحاجة لإيجاد خطط مستقبلية تنهض بالصناعة العسكرية السعودية إلى مصاف عالمية، وفق رؤية المملكة 2030، التي تهدف إلى تحقيق تحول اقتصادي هام يرتكز على الحفاظ على المكتسبات الاقتصادية التاريخية وتنويع مصادر الدخل، وجاءت أولى خطوات هذا التحرك بعد أقل من شهر على تولي الملك سلمان مقاليد الحكم (23 يناير 2015)، إذ أصدر أمرا بتاريخ 14 فبراير 2015 بتعيين المهندس محمد الماضي رئيسا للمؤسسة العامة للصناعات العسكرية، وهو أول مسؤول يتولى هذا المنصب من خارج القطاع العسكري، إذ كان قبل ذلك يشغل منصب الرئيس التنفيذي لشركة سابك.
أخذ الاهتمام السعودي بالصناعات العسكرية وتوطينها يتزايد في عهد الملك سلمان بن عبد العزيز، وأعلنت السعودية في مايو 2017 عن إنشاء الشركة السعودية للصناعات العسكرية وبعدها بثلاثة أشهر أعلن عن إنشاء الهيئة العامة للصناعات العسكرية التي تهدف لتنظيم قطاع الصناعات العسكرية في المملكة وتطويره ومراقبة أدائه.
وصرح ولي العهد السعودي الأمير محمد بن سلمان بمناسبة الإعلان عن الشركة الجديدة: بالرغم من أن المملكة تعد من أكبر خمس دول إنفاقاً على الأمن والدفاع على مستوى العالم، إلا أن الإنفاق الداخلي لا يتعدى اليوم نسبة 2% من ذلك الإنفاق.
وأوضح أن الشركة ستسعى إلى أن تكون محفزاً أساسياً للتحول في قطاع الصناعات العسكرية وداعما لنمو القطاع ليصبح قادراً على توطين نسبة 50% من إجمالي الإنفاق الحكومي العسكري في المملكة بحلول العام 2030.
وأشار إلى أن الشركة ستؤثر إيجابا على الناتج المحلي الإجمالي للمملكة وميزان مدفوعاتها وذلك لأنها ستقود قطاع الصناعات العسكرية نحو زيادة المحتوى المحلي، وزيادة الصادرات، وجلب استثمارات أجنبية إلى المملكة عن طريق الدخول في مشروعات مشتركة مع كبريات شركات الصناعة العسكرية العالمية وستزيد الشركة الطلب على المنتجات المحلية من المكونات والمواد الخام كالحديد والألمونيوم، والخدمات اللوجستية وخدمات التدريب.

## هيئة الصناعات العسكريّة السعوديّة
أنشئت الهيئة العامة للصناعات العسكرية في 14 أغسطس 2017، ومن أهدافها:
1. وضع السياسات وتحديد الأنظمة المتعلقة بالقطاع.
2. إدارة المشتريات بكل ما يتعلق بالقطاع من أسلحة وذخيرة ومعدات وعقود صيانة.
3. دعم إنشاء الصناعات العسكرية من خلال إصدار تراخيص التصنيع للقطاعين العام والخاص.

## الشركة السعودية للصناعات العسكريّة[11]
شركة عسكرية سعودية أعلن عن تأسيسها في 17 مايو 2017. يرأس مجلس إدارتها أحمد الخطيب٬ وهي الكيان الوطني الجديد في قطاع الصناعات العسكرية في المملكة العربية السعودية، وتمثل الشركة مكوِّناً من مكونات رؤية السعودية 2030، كما تعتبر أيضا منصة مستدامة لتقديم المنتجات والخدمات العسكرية في المملكة.

## تعاون واتفاقيات
أجرى ولي العهد السعودي وعراب رؤية المملكة 2030 الأمير محمد بن سلمان سلسلة لقاءات واجتماعات وعقد ورعى اتفاقات مع عدد من الحكومات ومسؤولي الشركات الكبرى، في بلدان مثل الولايات المتحدة الأمريكية وروسيا وفرنسا وإسبانيا والهند وجنوب أفريقيا وغيرها.
وفي أول عامٍ من مسيرتها، وقعت الشركة السعودية للصناعات العسكرية مذكرات تفاهمٍ مع عددٍ من كبريات الشركات العالمية في قطاع الصناعات العسكرية؛ هي: «بوينج»، و«لوكهيد مارتن»، و«رايثيون»، و«جنرال داينامكس»، وذلك بهدف دعم عمليات التطوير في الشركة.

### بعض الاتفاقيات الموقعة
- في 30 مارس 2018 وقعت الشركة السعودية للصناعات العسكرية وشركة بوينج اتفاقية لتأسيس مشروع مشترك يهدف إلى توطين أكثر من 55% من الصيانة والإصلاح وعمرة الطائرات الحربية ذات الأجنحة الثابتة والطائرات العمودية في المملكة العربية السعودية، وتهدف الاتفاقية كذلك إلى نقل تقنية دمج الأسلحة على تلك الطائرات وتوطين سلسلة الإمداد لقطع الغيار داخل السعودية.[31]
- في 12 أبريل 2018 وقعت الشركة السعودية للصناعات العسكرية وشركة نافانتيا للصناعات البحرية اتفاقية إنشاء مشروع مشتركٍ يدير ويوطن كافة الأعمال المتعلقة بأنظمة القتال على السفن بما في ذلك تركيبها على السفن ودمجها، كما وقع الطرفان مذكرة نوايا لتصميم وبناء 5 فرقاطات حربية من نوع «أفانتي 2200» مع نظام إدارة القتال، وذلك لصالح وزارة الدفاع السعودية.[32]

- في 22 فبراير 2021، أعلنت الشركة السعودية للصناعات العسكرية (SAMI)، المملوكة لصندوق الاستثمارات العامة السعودي، وشركة "لوكهيد مارتن" الأمريكية لتصنيع الأسلحة، توقيع اتفاقية لتأسيس مشروع مشترك للتعاون بين الشركتين في مجال تعزيز القدرات الدفاعية والأمنية للسعودية ودعم قدراتها التصنيعية. وبموجب الاتفاقية ستمتلك الشركة السعودية 51% من أسهم المشروع المشترك مقابل 49% لشركة "لوكهيد مارتن"، وستعمل الاتفاقية الجديدة على "تطوير قدرات التوطين من خلال نقل التقنية والمعرفة، وتدريب الكوادر السعودية على تصنيع المنتجات وتقديم الخدمات لصالح القوات المسلحة السعودية.[33]

## وحدات أعمال الصناعة العسكرية السعودية[34]

### الأنظمة الجوية
تعمل وحدة الأنظمة الجوية على الدفاعات والمنتجات الجوية، ومن ذلك:
- الطائرات العمودية التكتيكية والطائرات العمودية القتالية
- طائرات النقل
- طائرات بدون طيار
- هندسة الطائرات وبناؤها

### الأنظمة الأرضية
تعمل وحدة الأنظمة الأرضية على الدفاعات والمنتجات الأرضية، ومن ذلك:
- العربات التكتيكية المدرعة (عجلات أو جنزير)
- عربات الإمدادات
- أنظمة أبراج المدفعيات
- أنظمة حماية
- العربات البرية بدون سائق

### الأسلحة والصواريخ
تعمل وحدة الأسلحة والصواريخ على ما يلي:
- الصواريخ والأسلحة الموجهة
- الراجمات
- الأسلحة والمدفعيات التقليدية
- الذخائر

### الإلكترونيات الدفاعية
تعمل وحدة الإلكترونيات الدفاعية على البحث والتطوير في جميع المجالات المتعلقة بالتقنيات الحديثة، منها:
- الرادارات
- الإلكترونيات الكهروبصرية
- أنظمة الاتصالات
- الحرب الإلكترونية
- أنظمة القيادة والتحكم والاتصالات والسيطرة (C4i)
- الحرب السيبرانية
- أنظمة القتال البحري

## وصلات خارجية
الشركة السعودية للصناعات العسكرية